# 埃文·唐
埃文·唐（英語：Ewin Tang，2000年—）是美国華盛頓大學的计算机科学家。

## 生平
由于她开发了使普通计算机可以进行过去只能由量子计算机完成的计算的演算法，她被《福布斯》杂志提名为 2019年度30位30岁以下杰出科学人物之一。她在斯科特·亚伦森指导下开展该项研究时，年龄还不到20岁。